# Sauris nigrifusalis
Sauris nigrifusalis är en fjärilsart som beskrevs av W. Warren 1896. Sauris nigrifusalis ingår i släktet Sauris och familjen mätare. Inga underarter finns listade.